# Riccardo Ferri
Riccardo Ferri (født 20. august 1963 i Crema, Italien) er en italiensk tidligere fodboldspiller (midterforsvarer).
Ferri er bedst kendt for hele 13 sæsoner hos Milano-storklubben Inter. Han spillede næsten 300 Serie A-kampe for klubben og var med til at vinde både et mesterskab, en Coppa Italia-titel samt to udgaver af UEFA Cuppen. Han afsluttede karrieren med to sæsoner hos Sampdoria.
Gennem karrieren nåede Ferri at spille hele 45 kampe og score fire mål for det italienske landshold, som han debuterede for 6. december 1986 i en EM-kvalifikationskamp på udebane mod Malta.
Ferri var en del af det italienske landshold der vandt bronze ved VM 1990 på hjemmebane, og spillede samtlige italienernes syv kampe i turneringen. Han deltog også ved EM 1988 i Vesttyskland, og også her var han med i alle kampe for italienerne, der blev slået ud i semifinalen.

## Titler
Serie A
- 1989 med Inter

Coppa Italia
- 1982 med Inter

Supercoppa Italiana
- 1989 med Inter

UEFA Cup
- 1991 og 1994 med Inter